# Kinderdijk
Kinderdijk es un pueblo neerlandés, situado en la provincia Holanda Meridional en los Países Bajos. De forma singular, el pueblo dependió durante años de dos ayuntamientos diferentes. Hasta 2013 una parte perteneció al ayuntamiento de Nieuw-Lekkerland y otra parte al ayuntamiento de Alblasserdam. Desde 2013 pertenece al municipio de Molenwaard y desde 2019 pertenece al municipio de Molenlanden. Kinderdijk se encuentra en donde se cruzan los ríos Noord y Lek por lo cual la industria local es el mantenimiento de buques de carga.
Kinderdijk es mundialmente conocida por sus 19 molinos que son denominados por la Unesco como monumento internacional. Los molinos atraen muchos turistas por lo cual se puede decir que es un pueblo concurrido.